# Ceraia piracicabensis
Ceraia piracicabensis är en insektsart som först beskrevs av Piza Jr. 1950.  Ceraia piracicabensis ingår i släktet Ceraia och familjen vårtbitare. Inga underarter finns listade i Catalogue of Life.